# 吉田光希
吉田 光希（よしだ こうき、1980年10月7日 - ）は、東京都出身の映画監督。
2016年1月よりTOM company所属。

## 略歴
東京造形大学造形学部デザイン学科映画専攻領域卒業。大学在学中より諏訪敦彦監督に師事。
また塚本晋也監督作品を中心に映画制作現場に参加。特殊効果、照明助手、美術助手、助監督などの経験を積む。
卒業後は製作プロダクションにてＣＭやＰＶの制作に携わる傍ら、自主製作映画『症例Ｘ』で、第30回ぴあフィルムフェスティバル（PFF）審査員特別賞を受賞。
同作品は第61回ロカルノ国際映画祭の新鋭監督コンペティション部門に入選。第20回PFFスカラシップの権利を獲得し、『家族Ｘ』で劇場デビュー。
2012年、『ふかくこの性を愛すべし』がオムニバス映画『ヴァージン』の一篇として劇場公開。
2013年、演劇ユニット「オーストラ・マコンドー」の舞台を原作とした映画『トーキョービッチ,アイラブユー』を制作。
第14回東京フィルメックス・コンペティション部門に選出され、スペシャル・メンションを授与。
2017年、最新作映画「三つの光」を制作。
第67回ベルリン国際映画祭のフォーラム部門、第41回香港国際映画祭 のヤング・シネマ・コンペティション部門に正式出品。
監督作品は、全州（チョンジュ）国際映画祭、ウィーン国際映画祭、ベルリン国際映画祭など、数多くの海外映画祭より招待を受け上映されている。

## フィルモグラフィー

### 長編映画
- 症例Ｘ（2007年）監督・脚本
- 家族Ｘ（2011年）監督・脚本
- 「ヴァージン」30代篇「ふかくこの性を愛すべし」 (2012年）監督・脚本
- トーキョービッチ，アイラブユー（2013年） 監督・脚本
- 三つの光（2017年） 監督・脚本

### 短編映画
- 悪い虫[3]（2017年/第39回PFFぴあフィルムフェスティバル「ワンピースチャレンジ」） 監督・脚本
- 東映 presents HKT48×48人の映画監督たち「Serenade」（2017年） - 監督[4]

### 舞台
- 浮間ベースプロジェクト『ハアトフル』（2013年）作・演出

### 出演
- サッドティー（2013年公開、今泉力哉監督作品）
- つま先だけが恋をした（2018年公開、猫目はち監督作品）

## 受賞歴
- 第30回ぴあフィルムフェスティバル PFFアワード 2008 審査員特別賞（『症例X』）[5]
- 第61回ロカルノ国際映画祭 （スイス）新鋭監督コンペティション部門 入選（『症例X』）[6]
- 第61回ベルリン国際映画祭 （ドイツ）フォーラム部門正式招待（『家族X』）[7]
- 第14回東京フィルメックス コンペティション部門 スペシャル・メンション（『トーキョビッチ, アイラブユー』）[8]
- 第67回ベルリン国際映画祭 〜フォーラム部門〜 正式出品（『三つの光』）
- 第41回香港国際映画祭 〜ヤング・シネマ・コンペティション部門〜 正式出品（『三つの光』）